# Fromage de Bruxelles
Le fromage de Bruxelles (néerlandais: Brusselse kaas, bruxellois: ettekeis) est produit avec du lait écrémé (0 %), avec un goût relativement prononcé, et une forte odeur. Il subit un emprésurage de longue durée (48 heures minimum), puis est égoutté dans des sacs en nylon pendant 24 heures. Le fromage de Bruxelles est salé dans la masse. Il s'affine pendant quatre mois. Des micro-organismes locaux, les mêmes que pour les bières Lambiek, prolifèrent sur la croûte et en assurent son goût caractéristique. Le fromage de Bruxelles est tartinable et se déguste sur du pain. Ce fromage, au gout très prononcé se déguste sur une tartine trempée dans du café noir bien chaud et sucré.